# Гибеон (Намибия)
Гибеон (англ. Gibeon, нама Khaxa-tsûs) — город в Намибии.

## География
Город Гибеон расположен в центральной части Намибии, в 160 километрах севернее Китмансхупа, на широте, разделяющей Намибию на её северную и южную части, на высоте 1.170 метров над уровнем моря. Центр одноимённого избирательного района области Хардап. Численность населения района Гибеон — около 11 тысяч человек. Число жителей города Гибеон — около 3.000.

## История
Гибеон был основан в 1863 году кланом витбоой этнической группы орлам, возникшей от связей буров с женщинами-нама, и переселившегося в Юго-Западную Африку из Капской провинции. Название города было предложено немецкими миссионерами (в память библейского города Гибеон). Начальный период истории Гибеона был отмечен эпидемией оспы, завезённой сюда из Капской провинции в 1863 году, и унёсшей жизни 112 переселенцев. Вскоре после эпидемии местные готтентотские племена развязали войну с переселенцами, длившуюся с 1865 по 1867 год и стоившую Гибеону больших жертв и разрушений. В 1867 году, при помощи родственных кланов, готтентоты были разгромлены, преследуемы до Рехобота и, в конце концов, вынуждены признать верховную власть Гибеона. В 1870—1880-х годах жизнь в городе была отмечена внутренней борьбой за власть в общине и походами против гереро (1890). После нападений гибеонцев на родственный им клан христиан-африканеров (1889) немецкие миссионеры покидают город.
С приходом в Юго-Западную Африку германской колониальной администрации глава общины Гибеона, Хендрик Витбоой, заключает в 1892 году союз с гереро и выступает против немцев. В 1893 он был разгромлен присланными в колонию войсками и в сентябре 1894 года заключает с германской администрацией мирный договор. Х.Витбоой и добровольцы из Гибеона участвовали также на стороне немцев в подавлении восстания гереро в 1904 году и в битве при Уотерберге. Однако затем Х.Витбоой со своим отрядом отказался участвовать в жестоком преследовании гереро; его солдаты были арестованы и отправлены на каторжные работы в Того. Вернувшись в Гибеон, Х.Витбоой объявил Германии войну и разорил множество ферм, принадлежавших немецким поселенцам. Сам Х.Витбоой погиб в ноябре 1905 года, однако военные действия продолжались и после его смерти вплоть до 1908 года.
Во время Первой мировой войны в 1915 году у Гибеона превосходящими силами южноафриканской армии была окружена группировка германских колониальных войск, которая после упорных боёв сумела прорвать кольцо и отступить на север.

## Метеорит
В доисторические времена район современного Гибеона оказался местом падения метеорита Gibeon. Перед самым ударом о землю метеорит развалился на части, обнаруженные впервые в 1838 году. В настоящее время найдено около 26 тонн метеоритного материала. Часть его выставлена для обозрения в столице Намибии, Виндхуке.

## В литературе
- Миллин С. Г. На высотах Гибеона. Роман / Пер. с англ. Марка Волосова. М.—Л.: Земля и фабрика, 1930.